# Betič
Betič (spadix) je klas z odebeljeno osjo socvetja, katerega osrednje podaljšano nerazvejeno vreteno je sestavljeno iz sedečih neznatnih cvetov.

## Galerija
- Xanthosoma roseum z belim betičem delno obdan z zeleno-, rožnato-, in svetloromeno-obarvanim podpornim listom
- Socvetje flamingovca (Anthurium scherzerianum)  s podpornim listom in betičem.
- Betič Spathiphyllum floribundum.
- Betič smrdljivke (Amorphophallus titanum)